# Susama
Susama è un comune (corregimiento) della Repubblica di Panama situato nel distretto di Nole Duima, comarca di Ngäbe-Buglé. Si estende su una superficie di 20,4 km² e conta una popolazione di 2.798 abitanti (censimento 2010).